# Палестина на Светском првенству у атлетици у дворани 2012.
Палестина је учествовала на Светском првенству у атлетици у дворани 2012. одржаном у Истанбулу од 9. до 11. марта седми пут. Репрезентацију Палестине представљало је двоје такмичара (1 мушкарац и 1 жена), који су се такмичили у у две тркачке дисциплине.
Палестина није освојила ниједну медаљу али је Bahaa Al Farra остварио национални а Woroud Sawalha је остварила лични рекорд.

## Учесници
| Мушкарци: - Bahaa Al Farra — 400 м | Жене: - Woroud Sawalha — 800 м |  |

## Резултати

### Мушкарци
| Атлетичар      | Дисциплина | Лични рекорд | Квалификација | Квалификација | Полуфинале           | Полуфинале           | Финале               | Финале       | Детаљи |
| Атлетичар      | Дисциплина | Лични рекорд | Резултат      | Место         | Резултат             | Место                | Резултат             | Место        | Детаљи |
| -------------- | ---------- | ------------ | ------------- | ------------- | -------------------- | -------------------- | -------------------- | ------------ | ------ |
| Bahaa Al Farra | 400 м      |              | 51,65 НР      | 5. у гр. 6    | Није се квалификовао | Није се квалификовао | Није се квалификовао | 28 / 31 (32) |        |

### Жене
| Атлетичарка    | Дисциплина | Лични рекорд | Квалификације | Квалификације | Финале                | Финале       | Детаљи |
| Атлетичарка    | Дисциплина | Лични рекорд | Резултат      | Место         | Резултат              | Место        | Детаљи |
| -------------- | ---------- | ------------ | ------------- | ------------- | --------------------- | ------------ | ------ |
| Woroud Sawalha | 800 м      |              | 2:51,87 ЛР    | 5. у гр. 1    | Није се квалификовала | 16 / 16 (18) |        |